# Daniel Craig
Daniel Wroughton Craig (Chester, Engleska, 2. ožujka 1968.) je britanski glumac. 
U dobi od 16 godina pridružio se National Youth Theatreu u Frodshamu. Diplomirao je u Guldhall School of Music and Drama 1991. godine. Neki njegovi raniji filmovi su The Power of One, A Kid in King Arthur's Court i televizijska epizoda Sharpe's Eagle. 
Craig je postao šesti glumac koji je utjelovio ulogu tajnog agenta Jamesa Bonda.

## Filmografija
- Muškarci koji mrze žene

## Vanjske poveznice
- Daniel Craig u internetskoj bazi filmova IMDb-u (engl.)